# Simon Stevenson
Simon Stevenson (* 18. Februar 1972 in Plymouth) ist ein englischer Dartspieler, der an Turnieren der Professional Darts Corporation (PDC) teilnimmt.

## Karriere
Stevenson machte erstmals 2014 auf sich aufmerksam, als er sich über regionale Turniere für die UK Open qualifizierte. Hier konnte er ebenfalls einige Runden überstehen und scheiterte unter den letzten 32 gegen Jamie Lewis. Auch im darauffolgenden Jahr qualifizierte er sich für das Turnier, schied aber dieses Mal gleich in der Vorrunde gegen Dave Prins aus.
2016 errang er dann eine Tourkarte bei der PDC Qualifying School. Er spielte gute Ergebnisse ein, unter anderem kam er bei einem Players Championship bis ins Viertelfinale. So qualifizierte er sich auch für die Players Championship Finals 2016. Trotz guter Leistung unterlag hierbei dem Niederländer Jelle Klaasen. Anschließend konnte er sich beim Qualifikationsturnier zur Weltmeisterschaft durchsetzen, indem er unter anderem Scott Taylor bezwang.
Bei der Weltmeisterschaft selbst lief es weniger gut. Bereits in der Vorrunde hatte Stevenson gegen den Österreicher Zoran Lerchbacher das Nachsehen. Später im Jahr 2017 qualifizierte er sich für die World Series Finals, schlug dabei unter anderem Andy Jenkins. Er überstand dann auch die erste Runde des Turniers, indem er Jan Dekker schlug, gegen James Wade konnte er im Achtelfinale aber nicht gewinnen. Mit Weltranglistenplatz 77 lag Stevenson am Ende des Jahres 2017 außerhalb der Top 64 der Order of Merit und verlor somit nach zwei Jahren seine Tourkarte wieder.
Daher trat er bei der Qualifying School 2018 an und erlangte erneut eine Tourkarte. Erneut gelang es ihm, dieses Mal über die UK Open Qualifier, sich für die UK Open zu qualifizieren. Dort musste er sich in seiner Auftaktpartie erneut James Wade geschlagen geben. Nachdem es das restliche Jahr recht still um Stevenson geworden war und er bei der Weltmeisterschaft klar gegen Ted Evetts verloren hatte, griff er 2019 wieder bei den UK Open an, wo er als Tour Card Holder automatisch mit dabei war. Hier fuhr er sein bestes Ergebnis bei der PDC ein, indem er bis ins Viertelfinale vordrang und dabei Adrian Gray, Mark Webster, Raymond van Barneveld, Kim Huybrechts und Dave Chisnall schlug. Erst gegen Gerwyn Price war Stevenson unterlegen.
Die UK Open 2020 sind bis heute sein letztes Major-Turnier. Hierbei spielte er sich unter die besten 32 und verlor dort gegen Gary Anderson. 

## Weltmeisterschaftsresultate

### PDC
- 2017: Vorrunde (1:2-Niederlage gegen  Zoran Lerchbacher)
- 2019: 1. Runde (0:3-Niederlage gegen Ted Evetts)

## Titel
- Plymouth Open 2014
- Plymouth Champ of Champs 2002, 2009, 2012, 2014, 2017